# Linton (Indiana)
Linton es una ciudad ubicada en el condado de Greene en el estado estadounidense de Indiana. En el Censo de 2010 tenía una población de 5413 habitantes y una densidad poblacional de 691,59 personas por km².

## Geografía
Linton se encuentra ubicada en las coordenadas 39°2′9″N 87°9′31″O / 39.03583, -87.15861. Según la Oficina del Censo de los Estados Unidos, Linton tiene una superficie total de 7.83 km², de la cual 7.83 km² corresponden a tierra firme y (0%) 0 km² es agua.

## Demografía
Según el censo de 2010, había 5413 personas residiendo en Linton. La densidad de población era de 691,59 hab./km². De los 5413 habitantes, Linton estaba compuesto por el 97.71% blancos, el 0.06% eran afroamericanos, el 0.26% eran amerindios, el 0.41% eran asiáticos, el 0.04% eran isleños del Pacífico, el 0.31% eran de otras razas y el 1.22% pertenecían a dos o más razas. Del total de la población el 1.24% eran hispanos o latinos de cualquier raza.